# جان سی اسلیتر
جان سی اسلِیتر (انگلیسی: John C. Slater؛ زاده ۲۲ دسامبر ۱۹۰۰ درگذشته ۲۵ ژوئیهٔ ۱۹۷۶) یک فیزیک‌دان اهل ایالات متحده آمریکا بود که به خاطر دست‌آوردهایش در زمینهٔ نظریه‌های مربوط به ساختار الکترونی اتم‌ها، مولکول‌ها و جامدات شهرت دارد. دترمینان اسلیتر، اربیتال اسلیتر و نظریه بور-کرامر-اسلیتر دربردارندهٔ نام وی هستند.